# Friedrich Zorn (Chronist)
Friedrich Zorn (* 28. Februar 1538 in Worms; begraben 9. Oktober 1610 ebenda) war ein lutherischer Schulrektor und Chronist in Worms.

## Leben und Wirken
Friedrich Zorn studierte ab 1552 an der Universität Heidelberg, wo er 1554 den Grad des Baccalaureus und 1558 den eines Magister artium erlangte.
1559 wurde er Pädagogiarch in Heidelberg. Nachdem die Kurpfalz reformiert geworden war, ging er als Lutheraner 1561 nach Oppenheim und arbeitete dort als Pädagoge. 1565 wechselte er aus dem gleichen Grund in seine Heimatstadt Worms, wo er Rektor der Stadtschule wurde und sich verheiratete.
Friedrich Zorn verfasste spätestens seit 1565 bis 1570 die Wormser Chronik über die mittelalterliche Geschichte von Stadt und Bistum Worms. Diese wurde etwas später von Franz Berthold von Flersheim, über dessen Lebensumstände so gut wie nichts bekannt ist, auf etwa das Doppelte ihres anfänglichen Inhalts erweitert.
Am 9. Oktober 1610 wurde Friedrich Zorn in seiner Heimatstadt Worms bestattet.

## Belege
1. 1 2 3 4 5  
Arnold

| Personendaten    | Personendaten                     |
| ---------------- | --------------------------------- |
| NAME             | Zorn, Friedrich                   |
| KURZBESCHREIBUNG | Schulrektor und Chronist in Worms |
| GEBURTSDATUM     | 28. Februar 1538                  |
| GEBURTSORT       | Worms                             |
| STERBEDATUM      | begraben 9. Oktober 1610          |
| STERBEORT        | Worms                             |